# Automeris pamina
Espèce
Automeris pamina est une espèce de papillon de la famille des Saturniidae.